# 광주김치타운
광주김치타운은 김치의 산업화 및 세계화는 물론 김치의 문화·역사·체험을 한 곳에서 경험해볼 수 있도록 하기 위하여 설립된 관람시설이다. 화방산 자락인 광주광역시 남구 김치로 60에 위치하고 있다. 한국인이 가장 사랑하는 음식, 김치의 발전·홍보를 위해 조성된 공간이다. 김치 박물관, 체험관, 제조 공장 등의 시설을 마련하고 있어 우리나라 김치의 역사와 특징에 대해 잘 알지 못하는 어린이와 외국인, 광주 지역의 향토 김치가 궁금한 타 지역인에게 크게 인기를 끌고 있다. 이밖에도 회의실과 세미나 시설을 갖추고 음식과 관련한 다양한 교육과 세미나를 진행하고 있다.

## 연혁
- 2002년 3월 김치타운 사업계획 승인(농림부)
- 2002년 12월 사업부지 변경 승인(그린벨트 지역 → 자연녹지)
- 2004년 2월 김치타운 부지 조성공사 착공
- 2008년 12월 도시개발계획 변경 승인
- 2010년 5월 건축, 토목, 기계, 소방 1차 준공
- 2010년 6월 김치박물관 및 김치가공공장 준공
- 2010년 10월 23일 광주김치타운 개관
- 2017년 9월 15일 김치HACCP공장 (주)김치타운 운영 허가
- 2019년 7월 김치발효식품관 개관
- 2020년 10월 김치 직영판매장& Cafe - 김치타운 카페 오픈
- 2022년 3월 김치타운 식당 - 김치家 맛있는 밥상 오픈

## 주요 시설

### 김치박물관
김치타운 내 지상2층 1,870m²면적으로 음식문화관련 유물전시는 물론 김치의 역사, 몸에 좋은 김치, 김치의 우수성, 팔도대표 김치소개, 김치 영상물 상영, 놀이로 즐기는 김치코너 등 직접 보고 즐기며 느끼는 박물관이다.

#### 관람 안내
- 개관일 : 하절기(3~10월) 09:00~18:00, 동절기(11~2월) 09:00~17:30
- 휴관일 : 매주 월요일(정기 휴관일), 1월1일, 설날 및 추석날
- 단, 폐관하기 30분전에 입장하여야 관람할 수 있다.
- 관람료 : 무료
- 관람문의 및 단체관람 예약 : 062-613-8223

### 김치체험장
김치타운 내 지상 2층 693m²면적으로 다양한 연령층이 김치 담그기를 체험할 수 있다. 홈페이지 및 전화로 체험신청을 할 수 있으며 체험료는 성인 1만원, 고등학생 이하 5천원이다. 자신이 직접 담근 김치를 맛보고 시연한다. 김치 담그기 체험은 월~토 10:00~12:00, 14:00~16:00에, 김치 전문가 과정은 매주 월.화요일 예정으로 실시된다.

### 김치HACCP공장
김치HACCP(Hazard Analysis and Critical Control Points)가공공장은 김치타운 내 지하 1층 3,448m²면적으로 김치를 생산·제조·유통하는 과정에서 위해요소를 사전분석 및 제거하여 김치를 찾는 수요자가 마음놓고 먹을 수 있도록 설계된 첨단시설로 직접 담그는 과정을 견학할 수 있는 견학로가 있다. 일일 최대 약 20톤의 김치를 생산할 수 있는 대규모 시설을 갖추고 일반HACCP 시스템에 의해 기업부설연구소를 갖추고 있으며, 벤처 인증, CLEAN사업장인증, 전통식품품질인증, ISO9001-2015인증, ISO22000 국제식품인증, 이노비즈인증, 메인비즈인증을 갖추고 사업을 사회적기업인 법인 '(주)김치타운'이 운영하고 있다.
2021년부터 스마트팩토리 고도화 1단계 사업을 추진하며 진화된 체계로 제조공장의 현대화가 진행되고 있다.

### 김치문화공간
매주 토요일 오후 6시, 김치박물관 다목적실에서 실시된다.

### 김치발효식품관
김치타운 별관 지상 3층 1,450m2 규모로, 김치 및 발효식품에 대해 직접 보고 느낄 수 있는 김치발효식품 홍보관과 세미나실 등이 있다.

### 김치타운 카페 &직영판매장
방문객들의 편의를 위해 도로변 인접한 김치타운 별관 지상 1층 다목적체험관 시설에 위치해 김치타운을 지나며 찾을 수 있다. 김치타운 및 박물관 관람객의 김치 구매에 대한 편의성을 확보하기 위한 김치 직영 판매장의 목적과 카페메뉴를 통한 관람객들의 휴식을 동시에 충족하는 공간으로서의 목적을 가진 김치카페이다.
판매하는 김치류는 당일 혹은 전날 김치타운 김치HACCP공장에서 생산된 제품이 진열되며 요청에 따라 알맞게 익은 숙성김치도 찾을 수 있다. 김치는 소가구 형태의 깔끔한 소포장 김치를 진열 판매하지만, 주문에 따라 대용량 김치 혹은 절임배추, 김치양념 등도 구매 가능하며, 추가로 양념젓갈, 김치통 등 관련 제품을 판매 하고 있다.
또한 전문 커피브랜드 못지 않게 다양한 커피와 빵류, 휴게공간 등을 제공함으로써 김치타운 방문객들을 위한 쉼터 계념으로도 애용된다.
추석 설 명절 당일 등 일부 휴일을 제외하면 언제든 신선한 김치를 1년 내 구매 가능 하도록 상시 운영하고 있다.

#### 이용 안내
- 운영일 : 특수일 제외 상시 운영 09:00~17:00
- 휴   일 : 1월1일, 설날 및 추석날 당일
- 판매제품
  - 김치류 : 배추김치, 남도김장김치, 깍두기, 섞박지, 무말랭이김치, 열무얼갈이김치, 파김치, 갓김치, 총각김치, 파프리카백김치, 묵은지, 갓물김치, 열무물김치, 깻잎김치 외 주문가능
  - 재료 : 절임배추, 김장양념
  - 젓갈류 : 오징어젓갈, 젓갈쌈장, 명란젓, 창란젓, 비빔낙지젓
  - 커피메뉴 : 아메리카노, 라떼, 아이스티, 음료 외
  - 기타 : 김치선물세트1-2호, 김치통 등
- 전용주차장 및 휴게공간
- 구매 및 이용 문의  : 062-675-7997

### 김치타운 식당
김치타운 본관 1층 237.19m2 규모의 식당은, 4인용 20테이블과 싱글용 30좌석 등 100좌석 이상 이용 가능하다. 식당의 정식 명칭은 "김치家 맛있는 밥상"으로 백반을 주 메뉴로 하면서 특히 김치메뉴를 더욱 신경 쓰는 김치타운만의 특색을 갖춘 식당으로 평일 점심만 운영하고 있다. 김치타운 HACCP 공장에서 만들어지는 엄선된 국산 식재료를 사용하는 김치메뉴는 매일 만드는 생김치부터 당일당일 다양한 김치메뉴를 기본 선보이며 신선한 나물류부터 육류, 국메뉴, 김밥류, 샐러드, 스프 등의 특선까지 다양한 메뉴를 선보인다. 메뉴는 1달 단위 제공하며 영양가 높은 식사를 마음껏 먹을 수 있도록 자율배식 운영 방식으로 이용이 가능 하다. 점심 식사권 및 월차 식대이용이 가능하다. 식사를 통해 김치 시식이 가능하기 때문에 광주김치, 김치타운의 매력을 직접적으로 느낄 수 있는 공간이다. 

#### 이용 안내
- 운영일 : 평일 점심 11:30~14:30
- 휴   일 : 주말 및 공휴일
- 판매제품
  - 김치가 맛있는 백반(1인) - 7,000 원
  - 김치찌개 (문의)
  - 수육보쌈 (문의)
- 이용 문의  : 062-710-7997

## 같이 보기
- 세계김치연구소
- 광주세계김치축제

## 외부 링
- 광주김치타운 홈페이지
- (주)김치타운 홈페이지 - 김치HACCP공장
- 김치타운 Cafe 홈페이지
- 김치타운 식당 - 김치가맛있는밥상 홈페이지